# Pultost
Pultost este o varietate de brânză norvegiană în a cărei compoziție intră adesea semințe de chimen. Este găsită sub două varietăți: tartinabilă și poroasă. Primul tip are un gust mai intens. Etimologia este din latinescul pulta, care înseamnă terci de ovăz.
Ca și Gamalost, această varietate de branză are o istorie forte mare în Norvegia. Ingredientele sale sunt laptele, sarea și chimenul. Ca și compoziție, este foarte săracă în grăsimi.